# Академічний симфонічний оркестр Московської філармонії
Академічний симфонічний оркестр Московської філармонії (рос. Академический симфонический оркестр Московской филармонии)— один з провідних симфонічних оркестрів СРСР, а потім і Росії.
Створений у вересні 1951 року шляхом злиття Малого симфонічного оркестру та оперного оркестру Радіокомітету.
У 1953 у складі Московської філармонії. З 1973 року — академічний. За свою більш ніж піввікову історію оркестр гастролював у 50 країнах, здійснив понад 300 записів.

## Художні керівники
- Самуїл Самосуд (1951-1957)
- Натан Рахлін (1957-1960)
- Кирило Кондрашин (1960-1975)
- Дмитро Китаєнко (1976-1990)
- Василь Синайський (1991-1996)
- Марк Ермлер (1996-1998)
- Юрій Симонов (з 1998)